# Het mijnraadsel
Het mijnraadsel is een  stripverhaal uit de reeks van Jerom.

## Locaties
Dit verhaal speelt zich af op de volgende locaties:
- kolenmijn, huis van verdwenen man, café, weiland van een boer, Morotari-burcht, politiebureau, mijnwerkersdorp

## Personages
In dit verhaal spelen de volgende personages mee:
- Jerom, tante Sidonia, Odilon, professor Barabas, president Arthur en andere leden van Morotari, werknemers kolenmijn en hun familie, hulpverleners, directie kolenmijn, passant, vrouw, klanten van het café, politieagenten, Tiboldi (circusdirecteur), bewaker, militairen

## Het verhaal
Jerom voorkomt een botsing met een andere auto en helpt de chauffeur. Deze man vertelt Jerom dat er een gang in een kolenmijn is ingestort. Jerom gaat met de man mee en kan het laatste achtergebleven slachtoffer uit de ingestorte mijn halen. De directie brengt een heildronk uit, maar dan blijkt de man die Jerom heeft gered op weg naar het ziekenhuis verdwenen te zijn. Een man heeft gezien hoe mannen in een zwarte auto de man ontvoerd hebben. Jerom bezoekt het huisadres van de verdwenen man en houdt het huis na zijn bezoek in de gaten. Hij ziet een helikopter wegvliegen en volgt deze. Hij vindt een plattegrond van de mijn in de helikopter en ook wat stukken hout. 
Jerom neemt de spullen mee naar de Morotari-burcht en krijgt later een telefoontje van de politie, de eigenaar van de helikopter heeft zich op het bureau gemeld. Als Jerom bij het politiebureau komt, blijkt de man al verdwenen te zijn. Hij was op zoek naar enkele spullen die uit de helikopter verdwenen zijn. Jerom gaat naar het huisadres van de man, die een circusdirecteur blijkt te zijn. Daar vindt Jerom een vastgebonden man en hij verslaat de bewaker. Jerom bevrijd de man, die vertelt dat hij een stuk hout in een grote klomp steenkool in de mijn gevonden heeft en hierover heeft gesproken met de circusdirecteur. Deze circusdirecteur was erg geïnteresseerd in het hout.
Jerom bespreekt alles met de leden van Morotari en hij gaat de volgende dag met tante Sidonia en Odilon naar de mijn. Ze worden in de mijn overvallen door twee gemaskerde mannen, maar het lukt om de mannen te verslaan. Jerom daalt af naar de gigantische klomp steenkool en ziet dat er een boom in zit. Iets later blijkt dit niet zomaar een boomstam te zijn, maar een gigantische wandelende tak. Het dier is miljoenen jaren oud en  in de steenkool terecht gekomen, maar ondanks dit leeft het gigantische dier nog altijd. Dan breekt het dier uit de klomp steenkool en klimt via de liftschacht naar boven. Professor Barabas waarschuwt het leger en men probeert te voorkomen dat het monster het mijnwerkersdorp vernietigd. 
De militairen komen in tanks en Odilon gaat voor de wandelende tak staan, zodat er niet op het monster geschoten kan worden. Jerom legt knopen in de loop van de militaire voertuigen en hij probeert te voorkomen dat de wandelende tak het dorp bereikt. Dit lukt niet en professor Barabas besluit dat er toch op het monster geschoten moet worden. Jerom gaat teleurgesteld naar de militairen. Dan komt de zon op en als de zonnestralen de wandelende tak raken, spat het monster uit elkaar. Door het lange verblijf in de mijn, kan het geen zonlicht meer verdragen. Het dorp is gered en de vrienden gaan naar huis.